# Giáo phận Phát Diệm
Giáo phận Phát Diệm (tiếng Latin: Dioecesis de Phatdiem) là một giáo phận Công giáo tại Việt Nam. Đây là giáo phận đầu tiên ở Việt Nam được ủy thác cho hàng giáo sĩ Việt Nam cai quản thay cho các giáo sĩ truyền giáo ngoại quốc. Nhà thờ chính tòa Phát Diệm được ví như "kinh đô Công giáo" của Việt Nam.
Giáo phận hiện tại được cai quản bởi giám mục Phêrô Kiều Công Tùng (từ năm 2023).

## Tổng quan
Địa giới giáo phận Phát Diệm rộng 1.787 km². Năm 2021, giáo phận Phát Diệm có khoảng 158.625 giáo dân (15% dân số), 136 linh mục và 79 giáo xứ, trong tổng số dân số địa phương là 1.038.580 người. Theo thống kê năm 2022, Giáo phận Phát Diệm có 160.493 giáo dân, 165 linh mục, 523 tu sĩ, 93 đại chủng sinh và 806 giáo lý viên. Nhà thờ Đức mẹ Mân Côi (còn gọi là nhà thờ đá Phát Diệm) ở xã Phát Diệm, tỉnh Ninh Bình được chỉ định làm nhà thờ chính tòa của giáo phận.
Mặc dù giáo phận Phát Diệm nằm trên diện tích rộng 1.787 km², bao gồm phần phía nam tỉnh Ninh Bình và vùng phía đông nam tỉnh Phú Thọ nhưng mật độ giáo dân lại tập trung nhiều ở các xã ven biển với 80.000 giáo dân và 32 giáo xứ, chiếm 55% tổng số giáo dân của giáo phận mặc dù diện tích chỉ chiếm 11,6% tổng diện tích giáo phận.

## Lịch sử
Đầu thế kỷ XIX, cả vùng Kim Sơn ngày nay vẫn còn là vùng đất bồi với bùn lầy, cỏ sậy. Năm 1828, ông Nguyễn Công Trứ được triều đình Huế phái ra Bắc để khai phá những vùng đất mới và đã lập ra huyện Tiền Hải (tỉnh Thái Bình) và huyện Kim Sơn (tỉnh Ninh Bình). Tên gọi Phát Diệm xuất hiện vào năm Minh Mạng thứ 10 (1829), khi huyện Kim Sơn được thành lập.
Có thể nói công cuộc truyền giáo tại Đàng Ngoài chỉ thực sự bắt đầu từ khi linh mục Alexandre de Rhodes và linh mục Marquez cập bến Cửa Bạng (nay thuộc Ba Làng, Thanh Hóa) vào ngày lễ thánh Giuse (19 tháng 3 năm 1627). Trong khi chờ đợi ra kinh đô Thăng Long (nay là Hà Nội), các ngài đã giảng đạo tại Van-no, vốn từng được một số người cho là gần cửa Thần Phù, ngày nay là xứ Hảo Nho, thuộc giáo phận Phát Diệm.
Năm 1659, Tòa Thánh thành lập hai Vùng Đại Diện Tông Tòa (từ đây xin gọi tắt là giáo phận) Đàng Ngoài và Đàng Trong, với hai vị Đại Diện Tông Toà tiên khởi là François Pallu và Lambert de la Motte, cũng là hai vị sáng lập Hội Thừa Sai Paris. Tuy nhiên, mãi đến năm 1666, các linh mục đầu tiên thuộc Hội Thừa sai Paris mới đặt chân lên Đàng Ngoài và bắt đầu thực sự tham gia công việc rao giảng Tin Mừng tại vùng đất này.
Năm 1679, Hạt Đại diện Tông Tòa Đàng Ngoài được phân đôi thành Đông và Tây Đàng Ngoài. Vùng đất giáo phận Phát Diệm ngày nay thuộc Tây Đàng Ngoài do Giám mục Jacques de Bourges coi sóc. Năm 1712, vùng đất ngày nay là Phát Diệm đã có 34 nhà thờ và nhà nguyện với 4.540 tín hữu.
Ngày 27 tháng 3 năm 1846, Hạt Đại diện Tông Tòa Tây Đàng Ngoài lại được chia thành Tây và Nam Đàng Ngoài. Phát Diệm thuộc về Tây Đàng Ngoài do Giám mục Retord Liêu coi sóc với 4 giáo xứ: Phúc Nhạc có 10.600 tín hữu, Yên Vân 1.598, Bạch Bát 3.482, Đồng Chưa 4.000.
Năm 1895, Hạt Đại diện Tông Tòa Tây Đàng Ngoài lại được phân chia lần nữa thành Tây Đàng Ngoài và Thượng Đàng Ngoài, quen gọi là Hạt Đại diện Tông Tòa Đoài (Địa phận Đoài). Phần đất Hạt Đại diện Tông Tòa Phát Diệm thuộc giáo phận Tây Đàng Ngoài do Giám mục Gendreau Đông coi sóc.
Hạt Đại diện Tông Tòa Phát Diệm (quen gọi là Địa phận Phát Diệm) chính thức được thành lập ngày 19 tháng 4 năm 1901 khi Giáo hoàng Lêô XIII chia Tây Đàng Ngoài thành hai: Tây Đàng Ngoài (Hà Nội bây giờ) và Hạt Đại diện Tông Tòa/Địa phận mang tên mới là Duyên Hải Đàng Ngoài, còn được gọi là Hạt Đại diện Tông Tòa (địa phận) Thanh, gồm tỉnh Ninh Bình, Thanh Hóa và Châu Lào. Ngày 3 tháng 12 năm 1924, địa phận Thanh được đổi thành Hạt Đại diện Tông Tòa Phát Diệm.
Năm 1932, Hạt Đại diện Tông Tòa Phát Diệm được chia đôi để thành lập Hạt Đại diện Tông Tòa (Địa phận) mới mang tên Hạt Đại diện Tông Tòa Thanh Hóa.
Ngày 11 tháng 6 năm 1933, Giáo hoàng Piô XI đặt linh mục Gioan Baotixita Nguyễn Bá Tòng làm giám mục người Việt Nam tiên khởi, làm giám mục phó Hạt Đại diện Tông Tòa Phát Diệm. Giám mục Tòng sau đó kế nhiệm chức Đại diện Tông Tòa năm 1935, và cai quản địa phận cho đến khi hồi hưu năm 1943. Giám mục được chọn kế nhiệm là Gioan Maria Phan Đình Phùng, nhưng ông nhanh chóng qua đời sau ít tháng chính thức là Đại diện Tông Tòa. Giám mục Tađêô Lê Hữu Từ được tấn phong năm 1945, quản lý địa phận từ năm 1945 cho đến khi di cư vào Nam, và trên danh nghĩa là Đai diện Tông Tòa Phát Diệm cho đến năm 1959. Tình hình tại Phát Diệm, linh mục Phaolô Bùi Chu Tạo đảm trách vai trò Giám quản Tông Tòa Địa phận Phát Diệm năm 1957, thăng Đại diện Tông Tòa Phát Diệm năm 1959.
Ngày 24 tháng 11 năm 1960, với sắc chỉ Venerabilium Nostrorum, Tòa Thánh thành lập hàng giáo phẩm Việt Nam và nâng các Hạt Đại diện tông tòa ở Việt Nam lên hàng Giáo phận chính tòa. Giám mục Phaolô Bùi Chu Tạo là giám mục chính tòa Tiên khởi của giáo phận Phát Diệm. Sau giám mục Phaolô Tạo, lần lượt các vị giám mục kế nhiệm quản lý giáo phận; Giuse Nguyễn Văn Yến (giám mục phó 1988-1998, giám mục chính tòa 1998-2007), Giuse Nguyễn Năng (2009-2019) và Phêrô Kiều Công Tùng (từ năm 2023). Giáo phận cũng có hai giai đoạn được quản lý bởi hai vị Giám quản Tông Tòa do lâm vào tình cảnh trống tòa: Giuse Nguyễn Chí Linh (Giám mục Giáo phận Thanh Hóa; 2007-2009) và Giuse Nguyễn Năng (thuyên chuyển từ Phát Diệm vào làm Tổng giám mục Tổng giáo phận Thành phố Hồ Chí Minh; 2019-2023).

## Các giáo hạt và giáo xứ

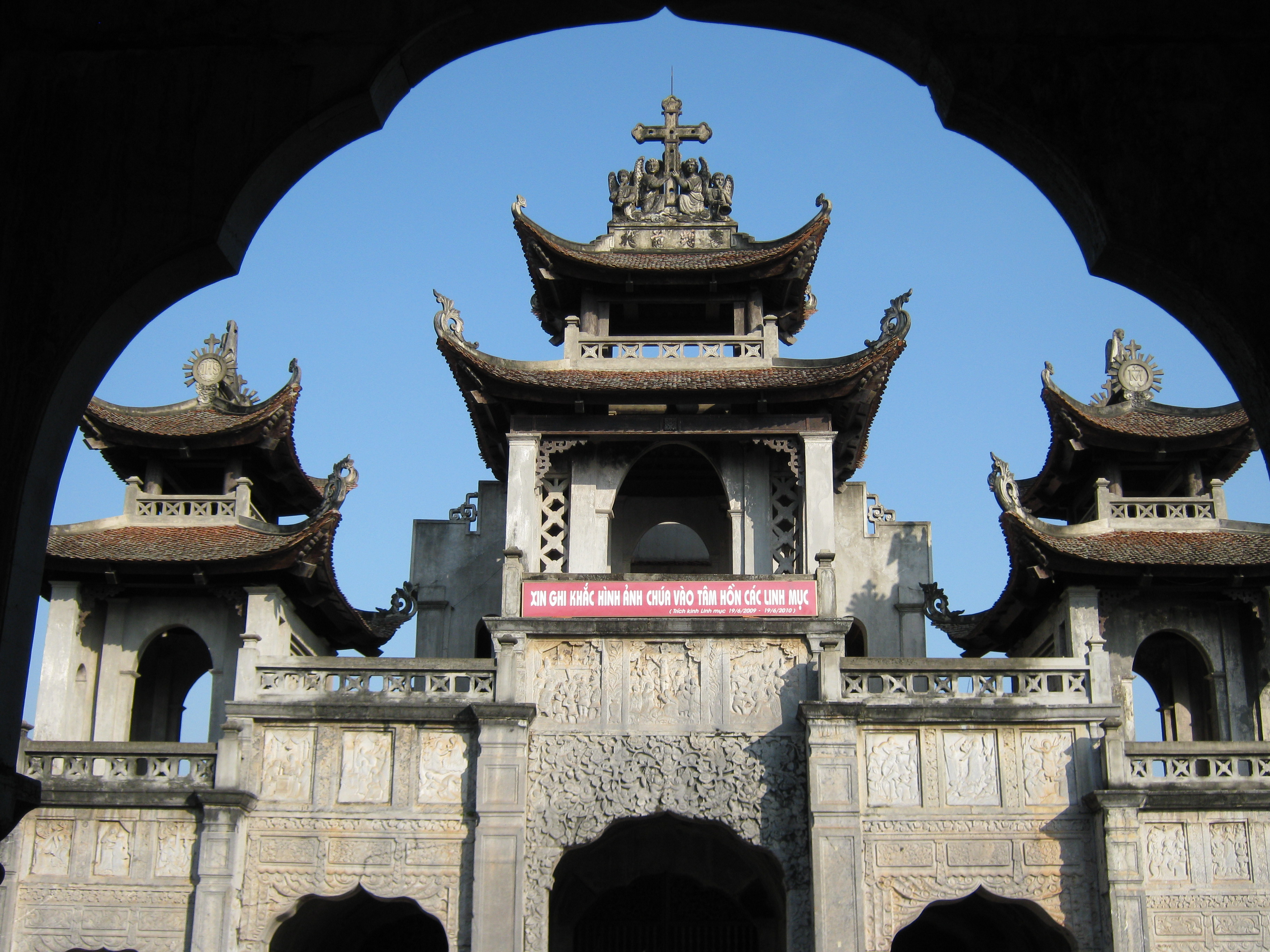
Nhà thờ chính tòa - Nhà thờ Phát Diệm

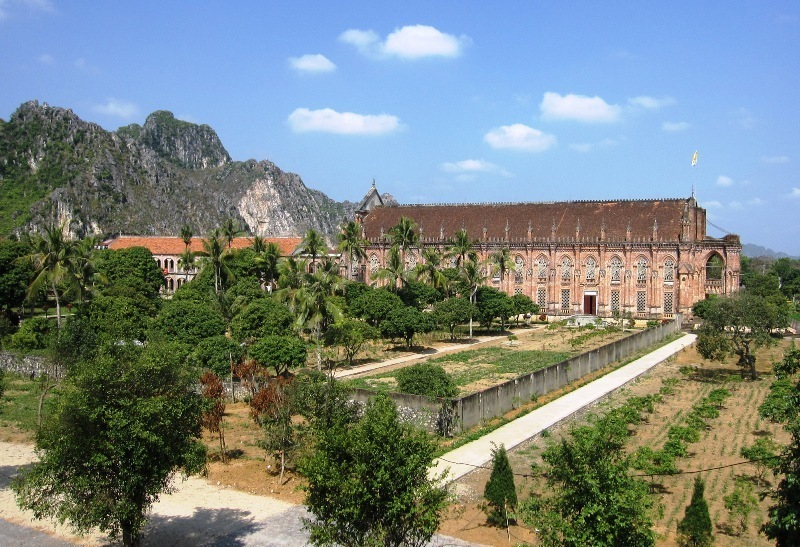
Toàn cảnh đan viện Châu Sơn

Địa giới giáo phận: phía bắc giáp tổng giáo phận Hà Nội và giáo phận Bùi Chu, phía nam giáp giáo phận Thanh Hóa, phía đông giáp vịnh Bắc Bộ, phía tây giáp giáo phận Hưng Hóa.
Giáo phận Phát Diệm được chia thành 9 giáo hạt.

### Hạt Bạch Liên
Hạt Bạch Liên gồm 8 giáo xứ nằm trên địa bàn phường Yên Thắng, các xã Yên Từ, Yên Mô và một phần xã Đồng Thái thuộc tỉnh Ninh Bình, xếp theo ABC:
1. Bạch Liên - Xã Đồng Thái, tỉnh Ninh Bình
2. Bình Hải - Xã Yên Từ, tỉnh Ninh Bình
3. Hải Nạp - Xã Yên Mô, tỉnh Ninh Bình
4. Phú Thuận - Xã Yên Mô, tỉnh Ninh Bình
5. Quảng Nạp - Phường Yên Thắng, tỉnh Ninh Bình
6. Quảng Phúc - Xã Yên Từ, tỉnh Ninh Bình
7. Yên Liêu - Xã Yên Mô, tỉnh Ninh Bình
8. Yên Thổ - Xã Yên Mô, tỉnh Ninh Bình

### Hạt Cách Tâm
Hạt Cách Tâm gồm 8 giáo xứ nằm trên địa bàn hai xã Chất Bình và Khánh Trung thuộc tỉnh Ninh Bình, xếp theo ABC:
1. Cách Tâm - Xã Chất Bình, tỉnh Ninh Bình
2. Dưỡng Điềm - Xã Chất Bình, tỉnh Ninh Bình
3. Mông Hưu - Xã Chất Bình, tỉnh Ninh Bình
4. Như Sơn - Xã Chất Bình, tỉnh Ninh Bình
5. Quân Triêm - Xã Chất Bình, tỉnh Ninh Bình
6. Quyết Bình - Xã Chất Bình, tỉnh Ninh Bình
7. Tín Thuận - Xã Khánh Trung, tỉnh Ninh Bình
8. Xuân Hồi - Xã Chất Bình, tỉnh Ninh Bình

### Hạt Đồng Chưa
Hạt Đồng Chưa gồm 10 xứ nằm trên địa bàn các xã, phường phía tây nam tỉnh Ninh Bình, xếp theo ABC:
1. Antôn - Thôn Phong Tĩnh, xã Gia Phong, tỉnh Ninh Bình
2. Đồng Chưa - Xã Gia Viễn, tỉnh Ninh Bình
3. Lãng Vân - Xã Gia Vân, tỉnh Ninh Bình
4. Liên Phương - Xã Gia Tường, tỉnh Ninh Bình
5. Mưỡu Giáp - Xã Gia Trấn, tỉnh Ninh Bình
6. Mỹ Thủy - Xã Gia Viễn, tỉnh Ninh Bình
7. Phúc Lai - Phường Tây Hoa Lư, tỉnh Ninh Bình
8. Trung Đồng - Xã Đại Hoàng, tỉnh Ninh Bình
9. Uy Đức - Xã Gia Viễn, tỉnh Ninh Bình
10. Uy Tế - Xã Gia Hưng, tỉnh Ninh Bình

### Hạt Ninh Bình
Hạt Ninh Bình gồm 12 giáo xứ và 1 chuẩn xứ nằm trên địa bàn các xã, phường phía nam tỉnh Ninh Bình, xếp theo ABC:
1. Ninh Bình - Phường Hoa Lư, tỉnh Ninh Bình
2. An Ngải - Xã Quảng Lạc, huyện Nho Quan, tỉnh Ninh Bình
3. Áng Sơn - Xã Ninh Hòa, thành phố Hoa Lư, tỉnh Ninh Bình
4. Cổ Loan - Xã Ninh Tiến, thành phố Hoa Lư, tỉnh Ninh Bình
5. Đại Áng  - Xã Ninh Hòa, thành phố Hoa Lư, tỉnh Ninh Bình
6. Đồng Bài - Phường Yên Sơn, tỉnh Ninh Bình
7. Hào Phú - Phường Đông Hoa Lư, tỉnh Ninh Bình
8. Hoàng Mai - Phường Nam Hoa Lư, tỉnh Ninh Bình
9. La Vân - Phường Tây Hoa Lư, tỉnh Ninh Bình
10. Thiện Dưỡng - Phường Nam Hoa Lư, tỉnh Ninh Bình
11. Thiện Mỹ - 390 Trần Quang Khải, phường NamHoa Lư, tỉnh Ninh Bình
12. Tam Điệp - Phường Yên Sơn, tỉnh Ninh Bình
13. Yên Sơn - Phường Yên Sơn, tỉnh Ninh Bình

### Hạt Phát Diệm
Hạt Phát Diệm gồm 9 giáo xứ nằm trên địa bàn các xã Phát Diệm, Lai Thành và một phần các xã Yên Mạc, Đồng Thái thuộc tỉnh Ninh Bình, xếp theo ABC:
1. Phát Diệm - Xã Phát Diệm, tỉnh Ninh Bình[10]
2. Bình Sa - Xã Lai Thành, tỉnh Ninh Bình
3. Hảo Nho - Xã Yên Mạc, tỉnh Ninh Bình
4. Hoài Lai - Xã Lai Thành, tỉnh Ninh Bình
5. Phát Vinh - Xã Phát Diệm, tỉnh Ninh Bình
6. Phương Thượng - Xã Phát Diệm, tỉnh Ninh Bình
7. Trì Chính - Xã Phát Diệm, tỉnh Ninh Bình
8. Yên Bình - Xã Lai Thành, tỉnh Ninh Bình
9. Tri Điền -  Xã Đồng Thái, huyện Yên Mô, tỉnh Ninh Bình

### Hạt Phúc Nhạc
Hạt Phúc Nhạc gồm 9 xứ nằm trên địa bàn các xã Khánh Nhạc, Yên Khánh, Khánh Hội và Khánh Trung, tỉnh Ninh Bình, xếp theo ABC:
1. Phúc Nhạc - Xã Khánh Nhạc, tỉnh Ninh Bình
2. Yên Vân - Xã Yên Khánh, tỉnh Ninh Bình
3. Bình Hòa - Xã Khánh Nhạc, tỉnh Ninh Bình
4. Gia Lạc - Xã Khánh Hội, tỉnh Ninh Bình
5. Hiếu Thuận - Xã Khánh Hội, tỉnh Ninh Bình
6. Nam Biên - Xã Khánh Hội, tỉnh Ninh Bình
7. Phúc Hải - Xã Khánh Trung, tỉnh Ninh Bình
8. Tam Châu - Xã Khánh Nhạc, Ninh Bình
9. Yên Khê - Xóm Trại, xã Yên Khánh, tỉnh Ninh Bình

### Hạt Tôn Đạo
Hạt Tôn Đạo gồm 8 giáo xứ nằm trên địa bàn hai xã Kim Sơn và Quang Thiện thuộc tỉnh tỉnh Ninh Bình, xếp theo ABC:
1. Tôn Đạo - Xã Kim Sơn, tỉnh Ninh Bình
2. Dục Đức - Xã Kim Sơn, tỉnh Ninh Bình
3. Hòa Lạc - Xã Quang Thiện, tỉnh Ninh Bình
4. Hướng Đạo - Xã Quang Thiện, tỉnh Ninh Bình
5. Khiết Kỷ - Xã Kim Sơn, tỉnh Ninh Bình
6. Phú Hậu - Xã Kim Sơn, tỉnh Ninh Bình
7. Thuần Hậu - Xã Kim Sơn, tỉnh Ninh Bình
8. Ứng Luật - Xã Quang Thiện, tỉnh Ninh Bình

### Hạt Văn Hải
Hạt Văn Hải gồm 14 giáo xứ nằm trên địa bàn các xã Định Hóa, Bình Minh và Kim Đông tỉnh Ninh Bình, xếp theo ABC:
1. Văn Hải - Xã Định Hóa, tỉnh Ninh Bình
2. Cồn Thoi - Xã Bình Minh, tỉnh Ninh Bình
3. Hóa Lộc - Xã Định Hóa, tỉnh Ninh Bình
4. Hải Cường - xã Định Hóa, tỉnh Ninh Bình
5. Như Tân - Xã Định Hóa, tỉnh Ninh Bình
6. Tân Khẩn - Xã Bình Minh, tỉnh Ninh Bình
7. Hợp Thành - Xã Bình Minh, tỉnh Ninh Bình
8. Kim Đông - Xã Kim Đông, tỉnh Ninh Bình
9. Kim Hải - Xóm 1, xã Bình Minh, tỉnh Ninh Bình
10. Kim Tạo - Xóm 4, xã Bình Minh, tỉnh Ninh Bình
11. Kim Trung - Xã Kim Đông, tỉnh Ninh Bình
12. Tân Mỹ - Xã Bình Minh, tỉnh Ninh Bình
13. Tùng Thiện - Xã Định Hóa, tỉnh Ninh Bình
14. Phùng Thiện - Xã Định Hóa, tỉnh Ninh Bình

### Hạt Vô Hốt
Hạt Vô Hốt gồm 11 giáo xứ và 1 Giáo họ độc lập nằm trên địa bàn các xã phía tây nam tỉnh Ninh Bình và toàn bộ khu vực phía đông nam tỉnh Phú Thọ, xếp theo ABC:
1. Vô Hốt - Xã Phú Sơn, tỉnh Ninh Bình
2. Di Dân - Xã Yên Thủy, tỉnh Phú Thọ
3. Đồng Đinh - Xã Thanh Sơn, tỉnh Ninh Bình
4. Khoan Dụ - Xã Lạc Thủy, tỉnh Phú Thọ
5. Lạc Bình - Xã Phú Sơn, tỉnh Ninh Bình
6. Mỹ Châu - Xã Quỳnh Lưu, tỉnh Ninh Bình
7. Ngọc Cao - Xã Gia Tường, tỉnh Ninh Bình
8. Phúc Châu - Xã Phú Sơn, tỉnh Ninh Bình
9. Sào Lâm - Xã Thanh Sơn, tỉnh Ninh Bình
10. Sơn Lũy - Xã Gia Tường, tỉnh Ninh Bình
11. Xích Thổ - Xã Gia Lâm, tỉnh Ninh Bình
12. An Lạc - Xã An Bình, tỉnh Phú Thọ

## Các danh địa trong giáo phận

### Nhà thờ chính tòa và Tòa Giám mục
Tòa Giám mục của giáo phận đặt tại thị trấn Phát Diệm, Kim Sơn, Ninh Bình. 

### Thánh địa hành hương
1. Nhà thờ Hảo Nho
2. Đền thánh Phúc Nhạc
3. Đức Mẹ Đồng Đinh
4. Đan viện Xito Châu Sơn
5. Nhà thờ Tôn Đạo

### Các nhà thờ và tu viện lớn
1. Nhà thờ giáo xứ Lãng Vân
2. Đan viện Xitô Châu Sơn
3. Nhà thờ giáo xứ Yên Vân

## Các đời Giám mục quản nhiệm
| STT                                                | Chân dung                                          | Huy hiệu                                           | Tên                                                | Thời gian quản nhiệm                               | Ghi chú                                            |
| Hạt Đại diện Tông tòa Duyên hải Bắc Kỳ (1901-1924) | Hạt Đại diện Tông tòa Duyên hải Bắc Kỳ (1901-1924) | Hạt Đại diện Tông tòa Duyên hải Bắc Kỳ (1901-1924) | Hạt Đại diện Tông tòa Duyên hải Bắc Kỳ (1901-1924) | Hạt Đại diện Tông tòa Duyên hải Bắc Kỳ (1901-1924) | Hạt Đại diện Tông tòa Duyên hải Bắc Kỳ (1901-1924) |
| -------------------------------------------------- | -------------------------------------------------- | -------------------------------------------------- | -------------------------------------------------- | -------------------------------------------------- | -------------------------------------------------- |
| 1 †                                                |                                                    |                                                    | Jean-Pierre-Alexandre Marcou Thành                 | 1901-1935                                          |                                                    |
| 2 †                                                |                                                    |                                                    | Louis-Christian-Marie de Cooman Hành               | 1917-1932                                          |                                                    |
| Hạt Đại diện Tông tòa Phát Diệm (1924-1960)        |                                                    |                                                    |                                                    |                                                    |                                                    |
| 3 †                                                |                                                    |                                                    | Gioan Baotixita Nguyễn Bá Tòng                     | 1933-1943                                          |                                                    |
| 4 †                                                |                                                    |                                                    | Gioan Maria Phan Đình Phùng                        | 1943-1944                                          |                                                    |
| 5 †                                                |                                                    |                                                    | Tađêô Lê Hữu Từ                                    | 1945-1959                                          |                                                    |
| 6 †                                                |                                                    |                                                    | Phaolô Bùi Chu Tạo                                 | 1959-1960                                          |                                                    |
| Giáo phận Phát Diệm (kể từ năm 1960)               |                                                    |                                                    |                                                    |                                                    |                                                    |
|                                                    |                                                    |                                                    | Phaolô Bùi Chu Tạo                                 | 1960-1998                                          |                                                    |
| 7 †                                                |                                                    |                                                    | Giuse Lê Quý Thanh                                 | 1963-1974                                          |                                                    |
| 8 †                                                |                                                    |                                                    | Giuse Nguyễn Thiện Khuyến                          | 1976-1981                                          |                                                    |
| 9                                                  |                                                    |                                                    | Giuse Nguyễn Văn Yến                               | 1988-1998 1998-2007                                |                                                    |
| 10                                                 |                                                    |                                                    | Giuse Nguyễn Chí Linh                              | 2007-2009                                          | Giám quản Tông Tòa                                 |
| 11                                                 |                                                    |                                                    | Giuse Nguyễn Năng                                  | 2009-2019 2019-2023                                | Giám mục chính tòa Giám quản Tông Tòa              |
| 12                                                 |                                                    |                                                    | Phêrô Kiều Công Tùng                               | 2023-nay                                           |                                                    |

Ghi chú:
- : Giám mục chính tòa
- : Giám mục phó, Giám mục phụ tá hoặc Đại diện Tông Tòa
- : Giám quản Tông Tòa

## Nhân vật Công giáo nổi bật
- Linh mục Phêrô Trần Lục
- Linh mục Phaolô Hoàng Quỳnh
- Nhà tư sản Ngô Tử Hạ